# Checker

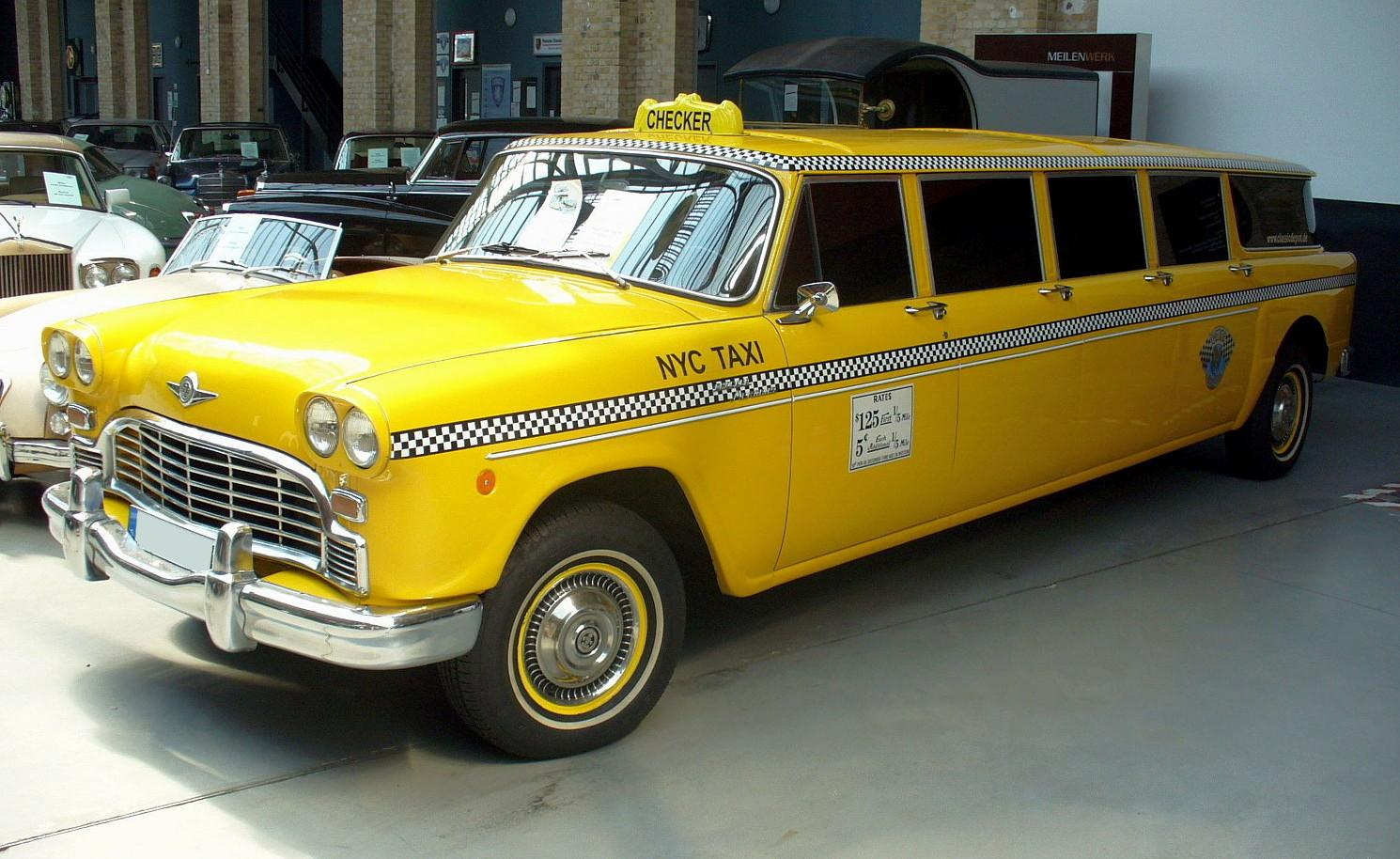
Checker taxi, här i ett förlängt limousinutförande.

Checker (checker=rutig) var ett amerikanskt bilmärke som tillverkades i Kalamazoo, Michigan åren 1922-1982. Checkers bilar var väldigt vanliga som taxibilar i USA.
Den sista modellen som tillverkades var Checker Marathon.
Då Checker specialiserade sig på produktion av bilar avsedda för taxibruk valde företaget funktion framför form och modellen från 1959 var i stort sett oförändrad fram till 1982.